# Egisto Ott
Egisto Ott (* 1962 in Villach) ist ein österreichischer Polizist, der vor allem im nachrichtendienstlichen Bereich tätig war. Er ist durch seine kontroverse Tätigkeit für den österreichischen Verfassungsschutz bekannt, die aufgrund des derzeitigen Erkenntnisstands eine Nähe zu russischen Geheimdienstkreisen vermuten lässt.

## Leben

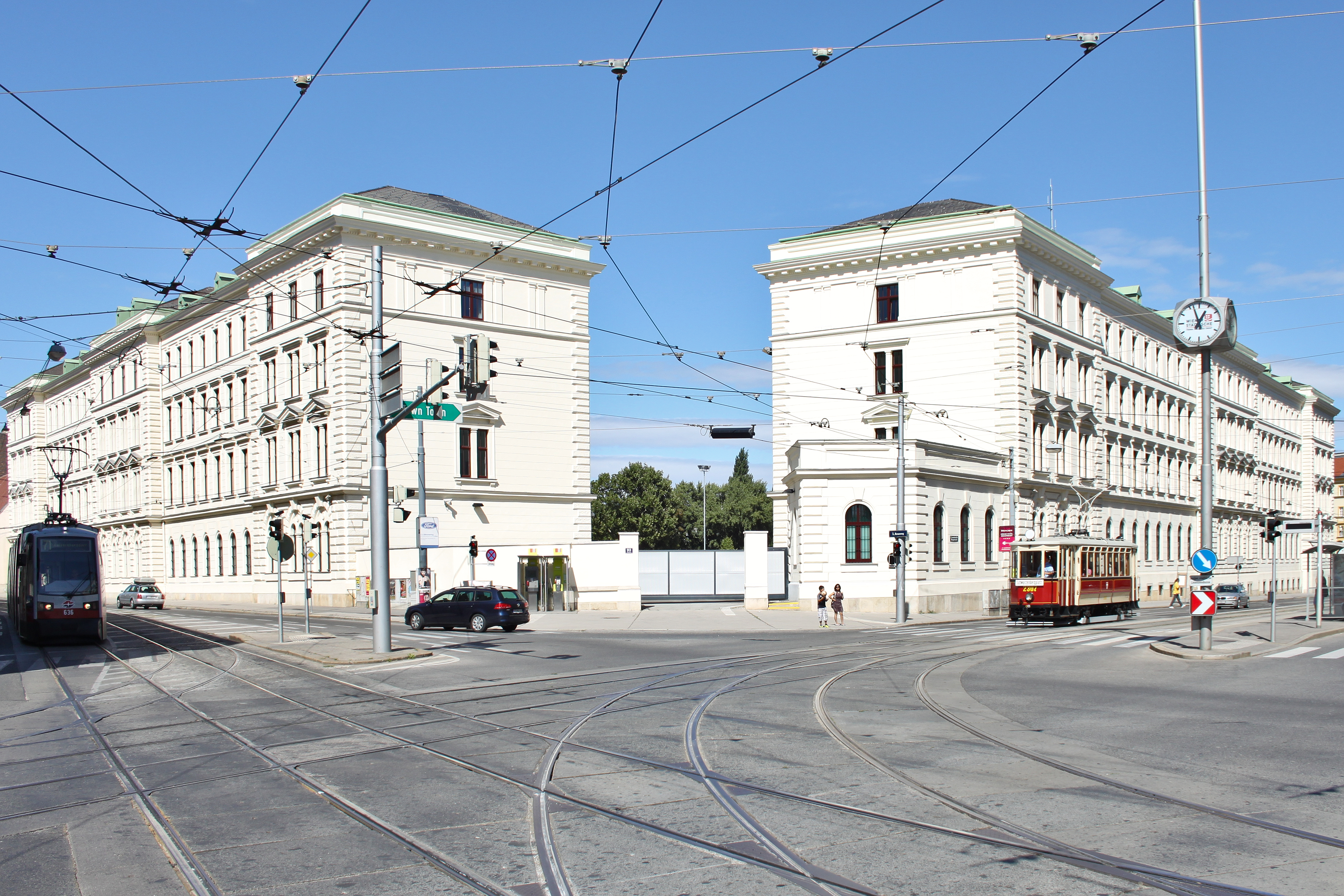
Als BVT-Beamter hatte Ott in der Wiener Rennwegkaserne seinen Arbeitsort.

Ott trat in den 1980er Jahren in den Polizeidienst ein. Ab 1993 war er Mitglied der Einsatzgruppe zur Bekämpfung des Terrorismus (EBT), einer Vorgängergruppe der Direktion Staatsschutz und Nachrichtendienst, wo er unter anderem in der „Sonderkommission Briefbomben“ tätig war, die letztendlich indirekt Franz Fuchs aufdeckte. Von 2001 bis 2009 war er Verbindungsbeamter in Italien, von 2010 bis 2012 in der Türkei. Nach seiner Rückkehr aus Ankara war er im Bereich Fremdenpolizei, von 2013 bis 2015 für das Bundesamt für Verfassungsschutz und Terrorismusbekämpfung (BVT) im Bereich Dschihadismus tätig.
Ott wurde 2015 zum persönlichen Assistenten des Abteilungsleiters Martin Weiss. In dieser Zeit sollen Ott und Weiss nach Ermittlungsakten eine nachrichtendienstliche Zelle gebildet haben, deren Kapazitäten sich russische Dienste bedienten. Im November 2017 wurde Ott aufgrund von Hinweisen ausländischer Nachrichtendienste, dass er Informationen an Russland verkauft habe, vorläufig suspendiert. Im folgenden Jahr führte das fehlende Vertrauen anderer Geheimdienste in das BVT zum Ausschluss aus dem Berner Club. Laut Süddeutscher Zeitung könnte ein Grund dafür auch Erkenntnisse der CIA zu Otts Spionage für Russland gewesen sein. Ott und Weiss werden von österreichischen Strafverfolgungsbehörden verdächtigt, ein im Herbst 2017 ausgesendetes Pamphlet verfasst zu haben, das Anschuldigungen gegen das BVT enthielt und Teil der BVT-Affäre wurde.
Mitte 2018 wurde die Suspendierung vom Bundesverwaltungsgericht aufgehoben. Ott wurde daraufhin in die Sicherheitsakademie versetzt. Es soll ihm gelungen sein, aufgrund persönlicher Kontakte weiterhin Personenabfragen ohne dienstlichen Hintergrund durchführen zu lassen. Anfang 2021 wurde über Ott die Untersuchungshaft verhängt und erneut eine Suspendierung ausgesprochen. Sechs Wochen später wurde er enthaftet, das Bundesverwaltungsgericht bestätigte diese zweite Suspendierung.
Ott wurde am 29. März 2024 erneut in Untersuchungshaft genommen. Ihm wird von der Staatsanwaltschaft vorgeworfen, „systematisch nicht für die Öffentlichkeit bestimmte geheime Tatsachen und Erkenntnisse sowie personenbezogene Daten aus polizeilichen Datenbanken zum Zweck der Übermittlung an Jan Marsalek und an unbekannte Vertreter der russischen Behörden gesammelt“ zu haben. Während eines Kanuausflugs von drei hochrangigen Beamten des Innenministeriums, darunter Michael Takacs, sollen diesen die Handys mit „Staatsgeheimnissen“ ins Wasser gefallen sein. Für die Reparatur wurden diese an einen IT-Techniker weitergegeben, der laut Vorwurf Kopien davon anfertigte und an Ott übergab. Ott wird konkret vorgeworfen, Kopien dieser Handys über Kontaktpersonen an Jan Marsalek weitergegeben zu haben. Dieser soll wiederum die Handys an den russischen Geheimdienst FSB weitergegeben haben. Ott wird außerdem vorgeworfen, die Meldeadresse von Christo Grosew abgefragt zu haben, in dessen Wohnung später eingebrochen wurde, wobei sein Laptop und ein USB-Stick gestohlen wurden. Ein weiterer Vorwurf lautet, dass Ott einen SINA-Laptop, ein speziell gesicherter Laptop, auf dem sich „der Geheimhaltung unterliegende Daten eines EU-Staates“ befinden, an den FSB verkauft haben soll. Er soll laut Vorwurf außerdem gemeinsam mit dem Verfassungsschützer Martin Weiss Abfragen zu Personen gemacht haben, deren Aufenthaltsort der FSB wissen wollte, unter anderem zu einem abtrünnigen FSB-Agenten. Bei Ott wurden Dokumente des Agenten und der Familie des Agenten gefunden. Ott bestreitet alle Vorwürfe. Im Juni 2024 wurde er aus der U-Haft entlassen.
Im August 2024 brachte die Staatsanwaltschaft Wien eine Klage gegen Ott und den früheren Nationalratsabgeordneten Hans-Jörg Jenewein (FPÖ) wegen des Vorwurfs der Verletzung des Amtsgeheimnisses ein. Im November 2024 begann die Verhandlung am Landesgericht für Strafsachen Wien.
Im Februar 2025 brachte die Staatsanwaltschaft Wien einen erneuten Strafantrag gegen Egisto Ott ein. Darin wird ihm vorgeworfen, im September 2018 dem ehemaligen Nationalratsabgeordneten der FPÖ Hans-Jörg Jenewein angefertigte Fotos von BVT-Beamten mit Vertretern ausländischer Nachrichtendienste übermittelt zu haben.

## Privates
Otts Mutter ist Italienerin; die ersten vier Lebensjahre hat er in Italien verbracht. Sein Vorname ist die italienische Variante von Aigisthos.